# 法蘭西斯式水輪機

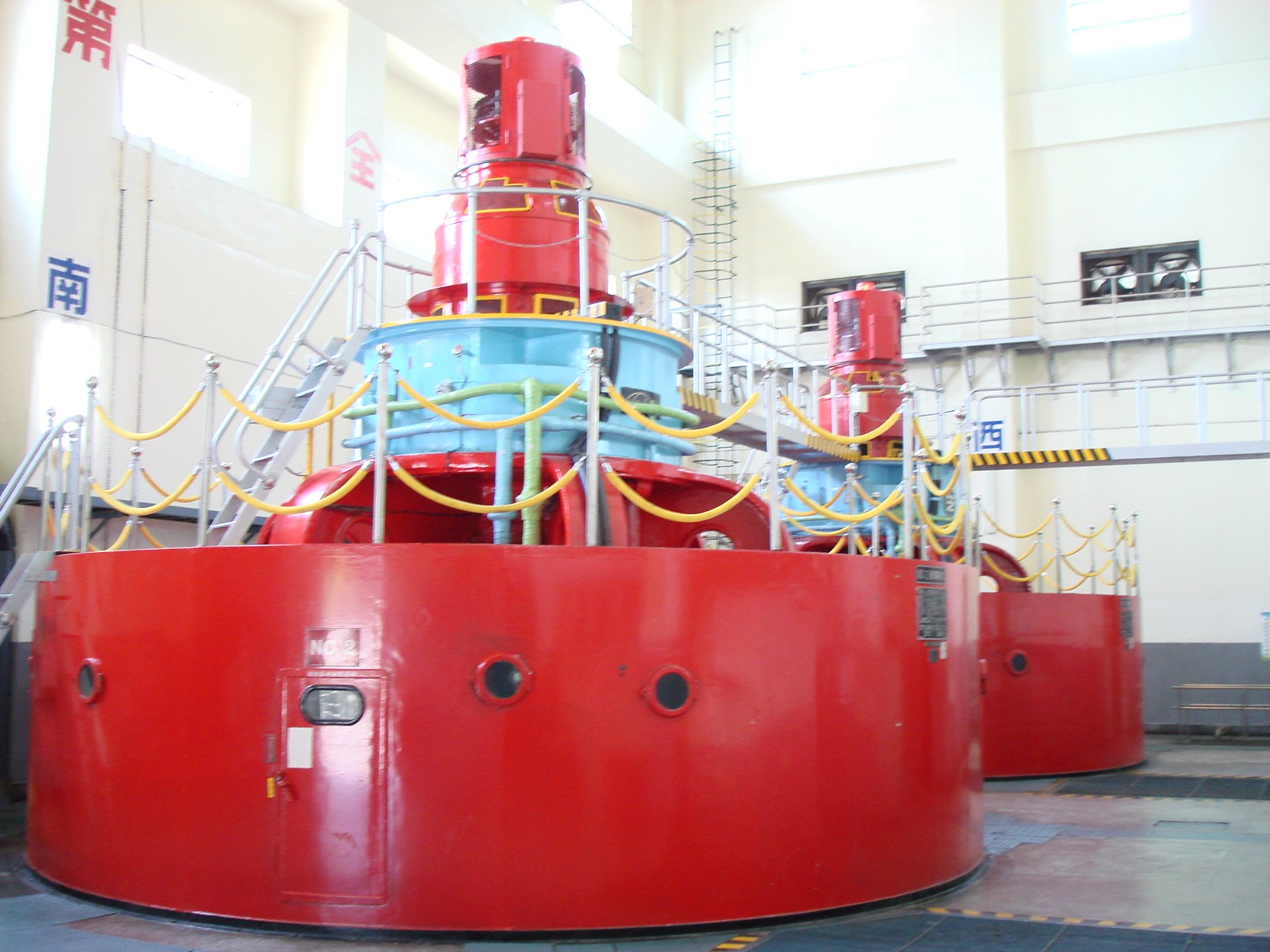
臺灣電力公司設於東部發電廠立霧機組中的豎軸法蘭西斯式水輪機，其因豎軸之設計，故通常發電廠分成兩層，下層即為水輪機所在，上層則設置有發電機

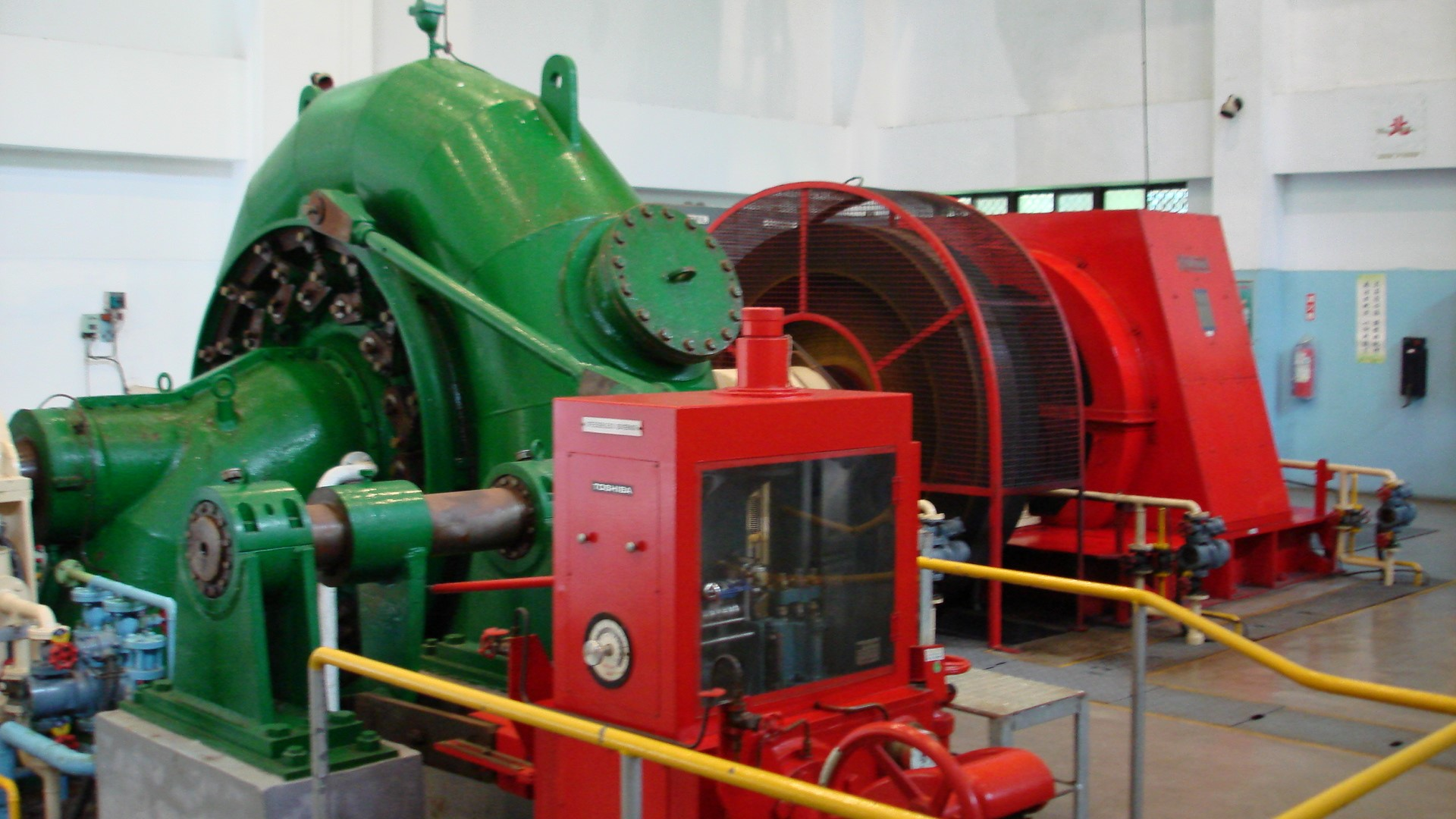
臺灣電力公司設於東部發電廠清流機組的橫軸法蘭西斯式水輪機，其因橫軸之設計，故與發電機平行設置，圖中綠色部分即為水輪機，帶動一旁紅色的發電機發電

法蘭西斯式水輪機（英語：Francis turbine），又稱混流式水輪機，是由美國馬薩諸塞州洛厄爾的詹姆斯·B·法蘭西斯所開發。此種形式的水輪機是利用水流的壓力和動能來帶動軸上的扇葉同心圓轉動來做功。
法蘭西斯式水輪機是現今最廣泛受到採用的一種水輪機形式，此水輪機可在水頭高度40～600米（130至2,000英尺）之間運作，其最常見於水力發電時所使用。而此種形式所帶動的發電機，其發電的輸出電力範圍從幾千瓦到800萬千瓦，而更小的水力發電機其電力輸出範圍將可能會更低。水力動能來源的壓力鋼管（輸入管道）設計直徑為3和33英尺（0.91和10.06米）之間，轉速範圍從75到1000轉。旋閘環繞在水輪機旋轉流道外圍，以控制水流通過水輪機流速的方式來控制不同的電力生產率。
法蘭西斯式水輪機在大多數狀況下都搭載高長的軸承來帶動較遠的發電機產生電力，一般分有橫軸與豎軸，其用意是讓水遠離發電機，且因為發電機與水輪機分離，使得安裝更為便利彈性，也更方便針對發電機或是水輪機進行維護修繕。

## 設計

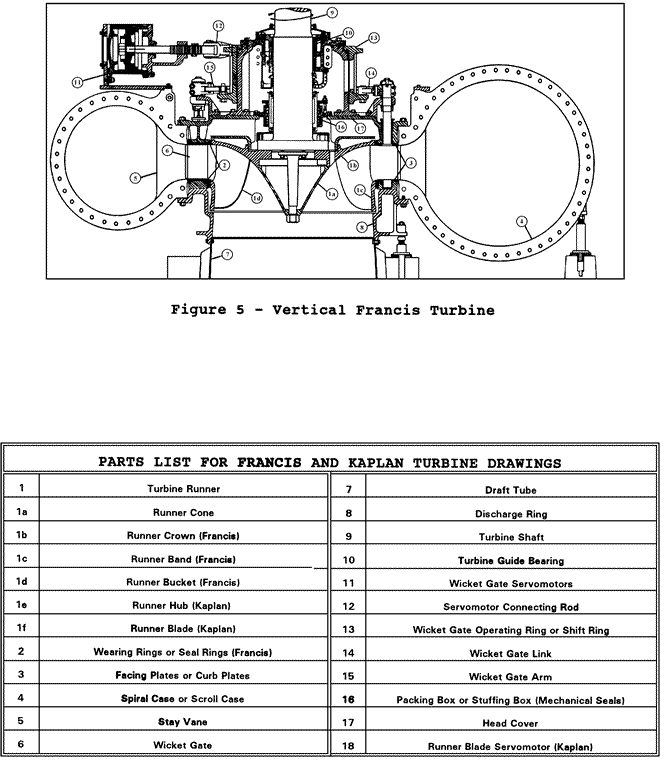
法蘭西斯水輪機的組件

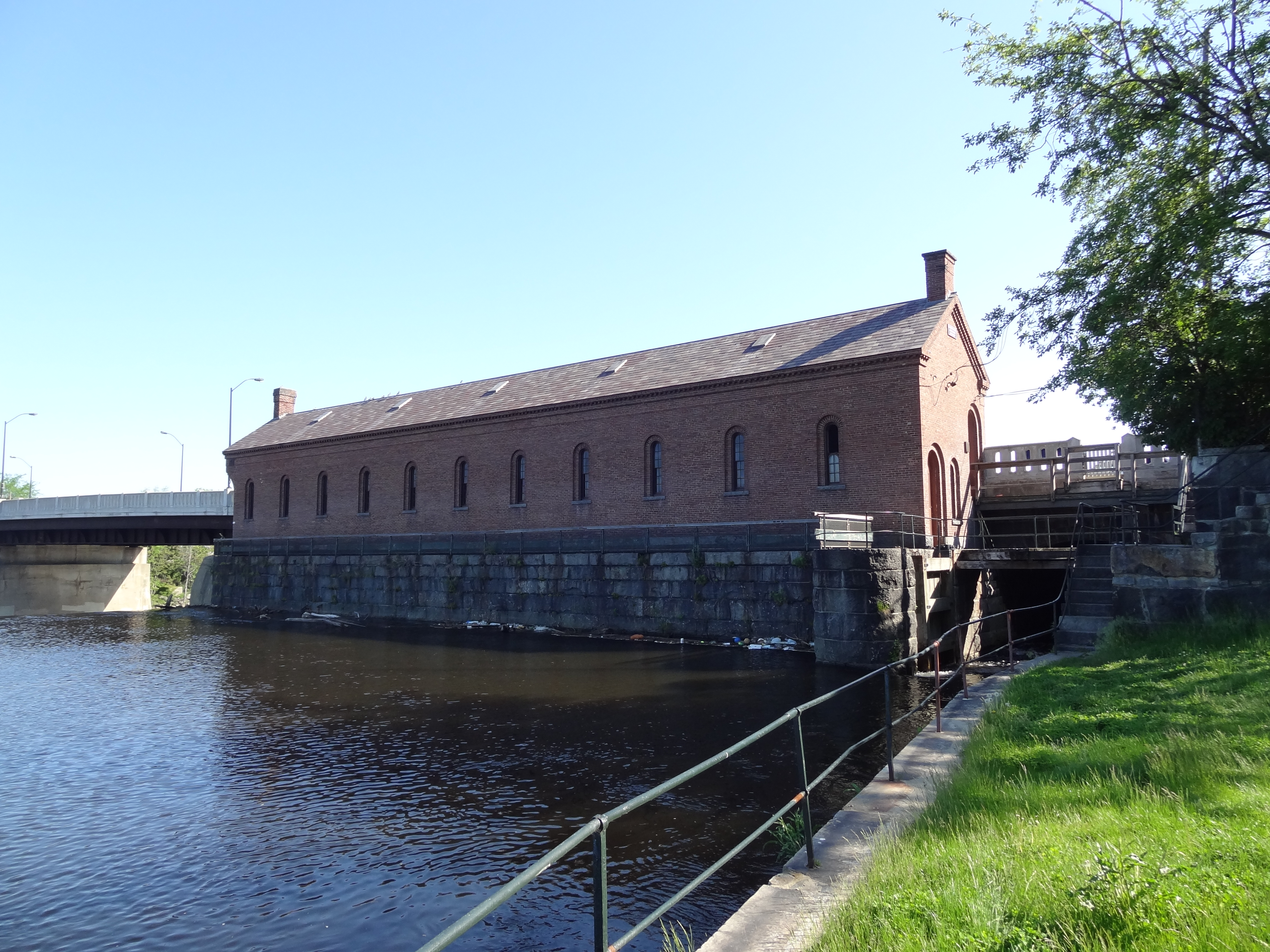
位在麻薩諸塞州洛厄爾地波塔基特門樓，是第一座使用法蘭西斯水輪機的站點

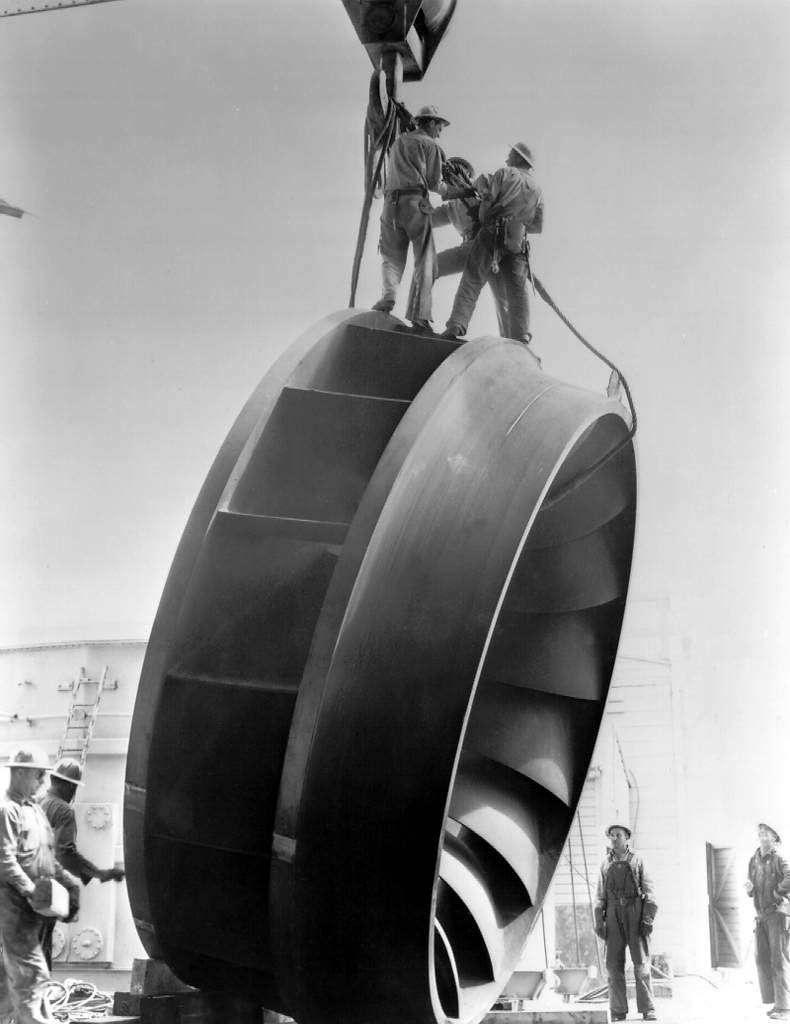
大古力水壩中發電廠的法蘭西斯式渦輪

各種不同型態的水車是所有產能類型中使用超過1000年的產能型態方式，然而，相對的，水車產能的功率是極低性能的。而十九世紀時，水輪機的出現大大的提高了的利用水來產生能量的效率，並且，水輪機當時幾乎取代了水車做為水力應用的方式，而且當時只要有水流的地方，水輪機就會與蒸汽機的成為兩相競爭的存在。在發電機於1800年代末期被發明後，水輪機成為了只要有潛在水資源的地方，就能為發電機帶來動力的天然來源。
在1826年，伯努瓦·富爾內隆開發出了高效能（80%）離心轉動的水輪機。新的水輪機水是沿著切圓通過水輪機動輪來帶動它旋轉的。而讓-維克托·彭賽列也在1820年時利用相同的原理開發出向心旋轉的水輪機，SB Howd在1838年更利用類似的原理獲得了美國專利。
在1848年，詹姆斯·B·法蘭西斯同時也擔任Proprietors of Locks and Canals公司的首席工程師，並且，因為紡織需要大量的使用水車技術來產能，而來到擁有紡織之城之稱的麻薩諸塞州洛厄爾來改進技術，為建立出更具有效能的水輪機。他運用了科學的原理以及科學的測試方式來建立出一個具有非常高效能的渦輪機設計。更重要的是，他的數學和圖形計算方法改進了水輪機的設計和工程。他的分析方式更呈現出他所自信的高效率水輪機設計能夠完全符合使用該技術站點的水流量和水壓（水頭）條件。

## 組件
法蘭西斯式水輪機主要由以下組件所組成：
水輪機蝸殼：包覆在水輪機動輪之外的外殼因其外型類似於蝸牛的殼而被稱作為「蝸殼」，（而英文方面則有volute casing與scroll case的兩種英文用法）它的整體上有許多的開口以及規律性的間隔，以利於工作流體流入時能夠推動流道上的葉片。這些開口將工作流體在被滯留於葉片之前，先將壓力能量轉換成動能，此做法是為了保持工作流體恆定的流速，儘管在事實上，許多開口已提供給工作流體能夠進入葉片，而蝸殼會沿著橫截面區域均勻的順著圓周逐步縮小。
導引或停留葉片：導引或停留葉片的主要功能在於將工作流體的壓力能量轉換成動能。它也可以引導工作流體流入設計角度的動輪葉片之中。
動輪葉片：動輪葉片是任何一種形式水輪機的最重要組件，由於當工作流體流經水輪機時流體會打在動輪葉片上，並且是切向力衝擊的中心點，這使得葉片旋轉進而帶動軸棒旋轉，而末端的發電機因此發電。該處便是水輪機最重要的發電中心點。在此處，水輪機的操作者必須非常小心工作流體入口和出口的葉片角度，因為這些是影響電力生產的重要因素。
尾水管：尾水管路是與水輪機流道相連結的導管，該導管末端會再連結上放水路以將水輪機的水排放至放水路中。尾水管路的主要功能是降低排出工作流體的流速，以盡量減少水輪機出口處動能的損失。這使得水輪機在設置尾水管路時，不需要讓水頭高度有任何的降低。

## 操作理論

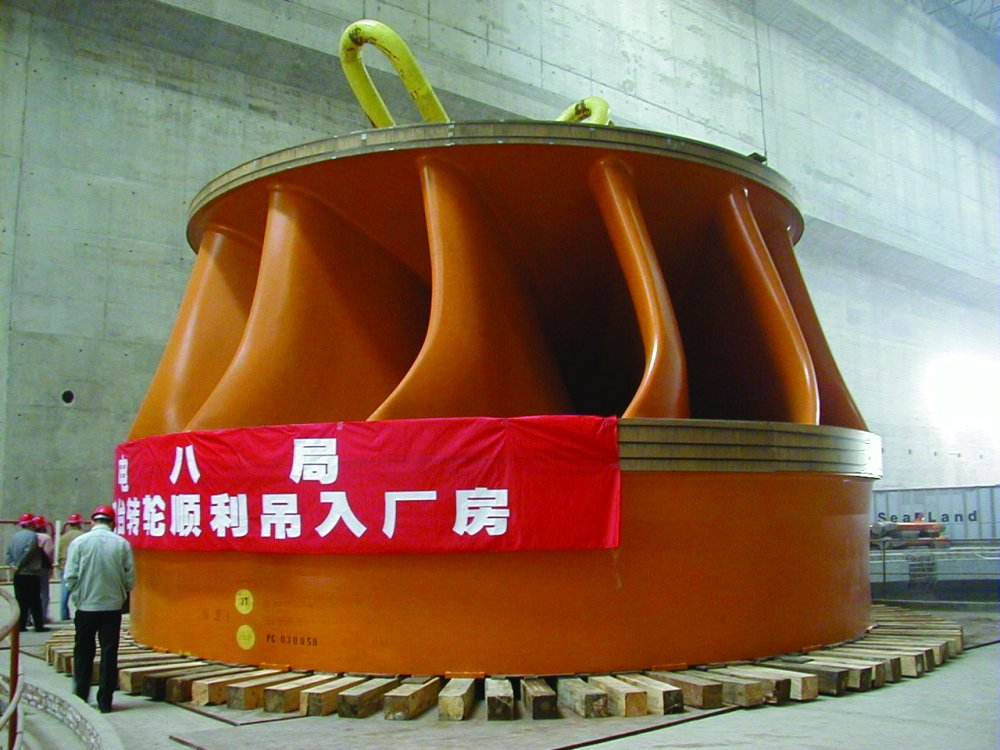
中國三峽大壩上的法蘭西斯式水輪機

法蘭西斯式水輪機是一種反擊式水輪機，這種類別的水輪機，會利用工作流體（一般狀況下是水）由上而下衝擊強大的動力帶動水輪機中的扇葉，並且利用此方式來從運轉中的扇葉獲得能量，而部分的能量則會因為工作流體的壓力在水輪機扇葉中改變而上喪失，其定量透過反應程度來詮釋，同時，剩餘部分的能量是由渦輪機的蝸殼擷取。在出水口處，工作流體的特徵為水流會作用在旋壓杯型流道上，並且，因其出口的低速和低漩渦狀態，工作流體流經此處時，僅剩下少量的動能和向左的位能。水輪機的出口管被設計為幫助水流減速並恢復其壓力。

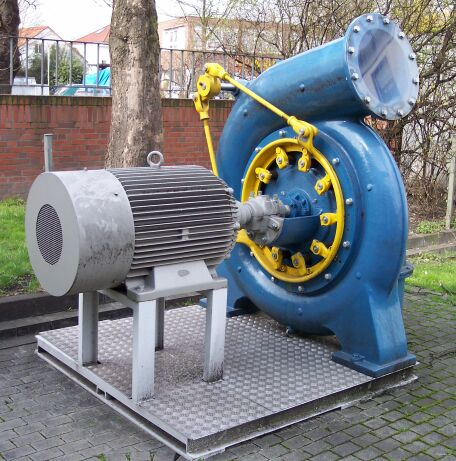
法蘭西斯水輪機（外觀）連結到發電機的模樣
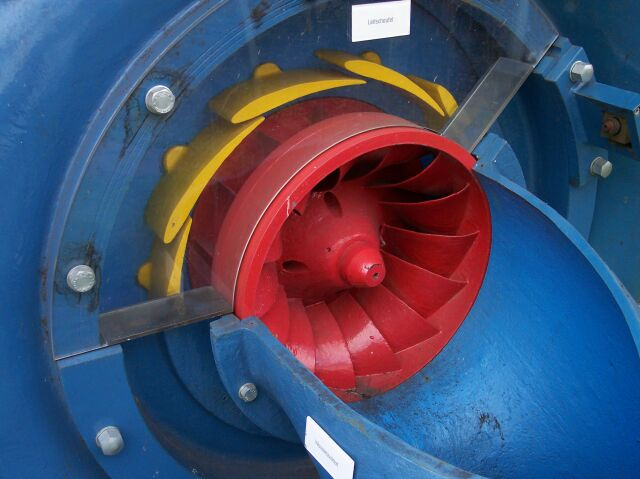
剖視圖，其中導葉（黃色）部分為最小流量設定
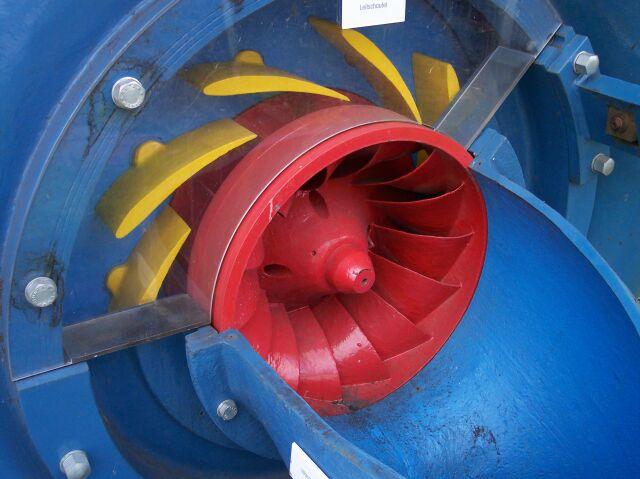
剖視圖，其中導葉（黃色）部分為全流量設定

## 扇葉效率

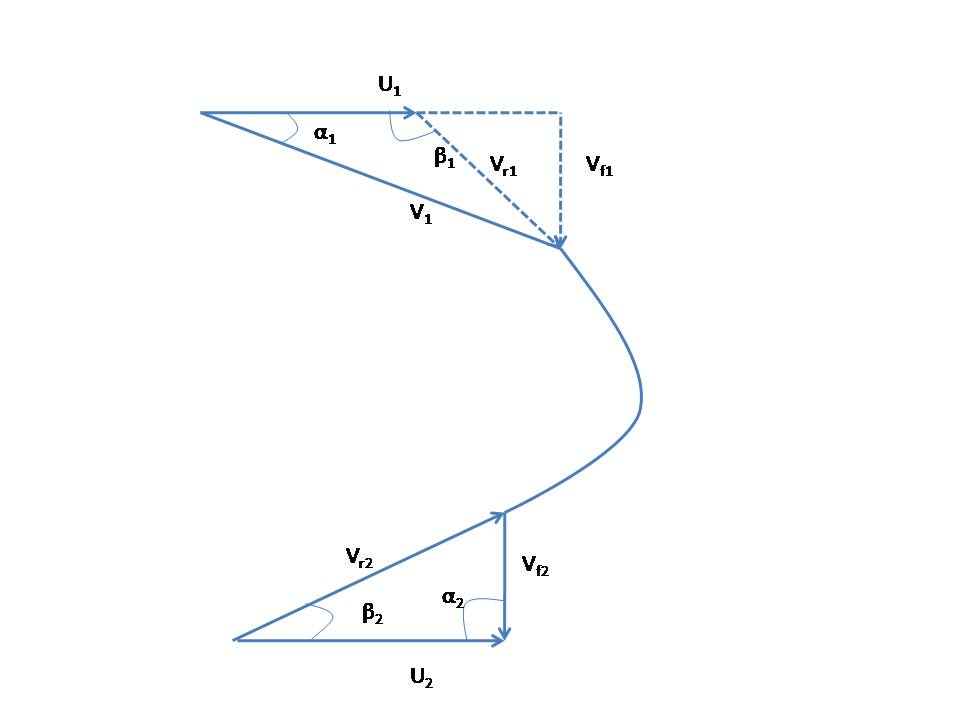
理想速度線圖，顯示在理想的情況下，出口速度的旋轉分量為零，並且工作流體的流動完全的軸流

平時的轉速（速度垂直於切線方向）始終保持恆定狀態，Vf1= Vf2 i.e.以及等於水流進口處至尾水管。使用歐拉方程式，E/m=e=Vw1U1其中，e指的是能量傳遞到轉子入口速度三角型的每fluid.From單位：
Vw1= Vf1 cotα1
以及
U1=Vf1(cotα1+cotβ1) 
因此，
e=V2f1cotα1(cotα1+cotβ1)
每單位損失的動能變成V2f2/2.
因此，忽略摩擦力，葉片效率就改變成
ηb=e/(e+V2f2/2)。
i.e. ηb = {\displaystyle {\frac {2V_{f1}^{2}(\cot \alpha _{1}(\cot \alpha _{1}+\cot \beta _{1}))}{V_{f2}^{2}+2V_{f1}^{2}(\cot \alpha _{1}(\cot \alpha _{1}+\cot \beta _{1}))}}\,}

## 反應程度

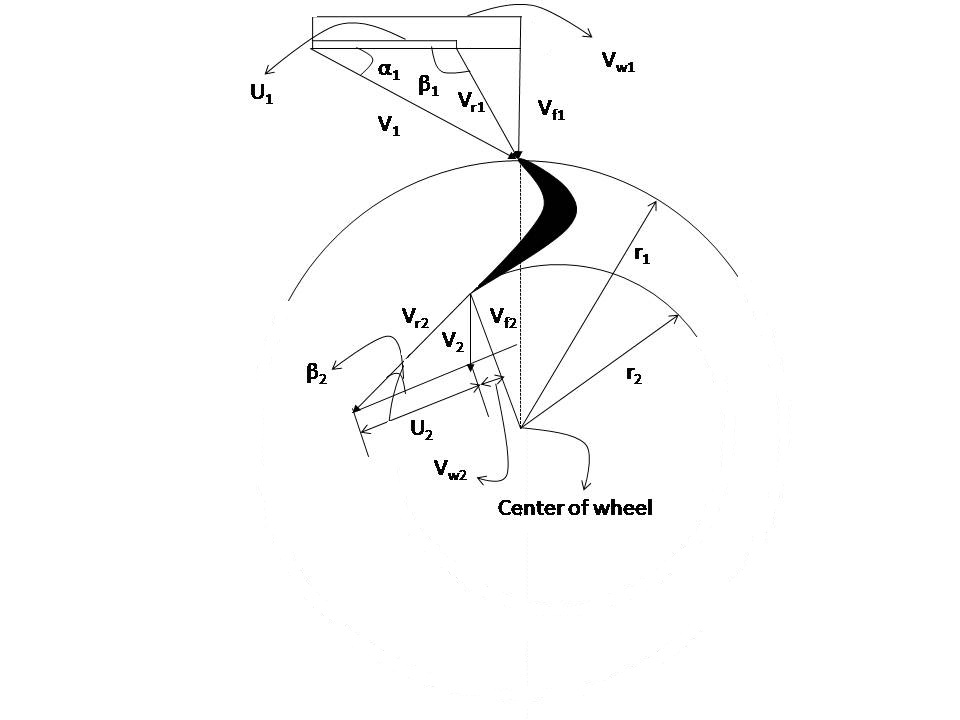
實際速度線圖，顯示出出口速度的旋轉分量實際狀況下並非為零

反應程度可被定義為工作流體流入葉片後總能量的壓力能比率變化。這意味著，基本上它是一個表示著一部分發生在水輪機葉片中工作流體壓力能量的總變化比率。其餘變化發生在水輪機的定子葉片以及蝸殼殼體中，因為它有一個不同的橫截面區域。例如，如果反應程度為50％，這意味著一半工作流體的總能量的變化是發生在轉子葉片，而另一半則發生在定子葉片。如果反應程度為零，也代表轉子葉片是零，而此能夠表示能量的變化，進而造就出了不同的水輪機設計，稱為佩爾頓式水輪機（又稱衝擊式水輪機）
R=e-1/2(V12-Vf22)/e
現在，把上述中的e值加入並使用（V21-V2f2=V2f1cotα2 as Vf2=Vf1）
R=1-(cotα1/2(cotα1+cotβ1))

## 實際應用

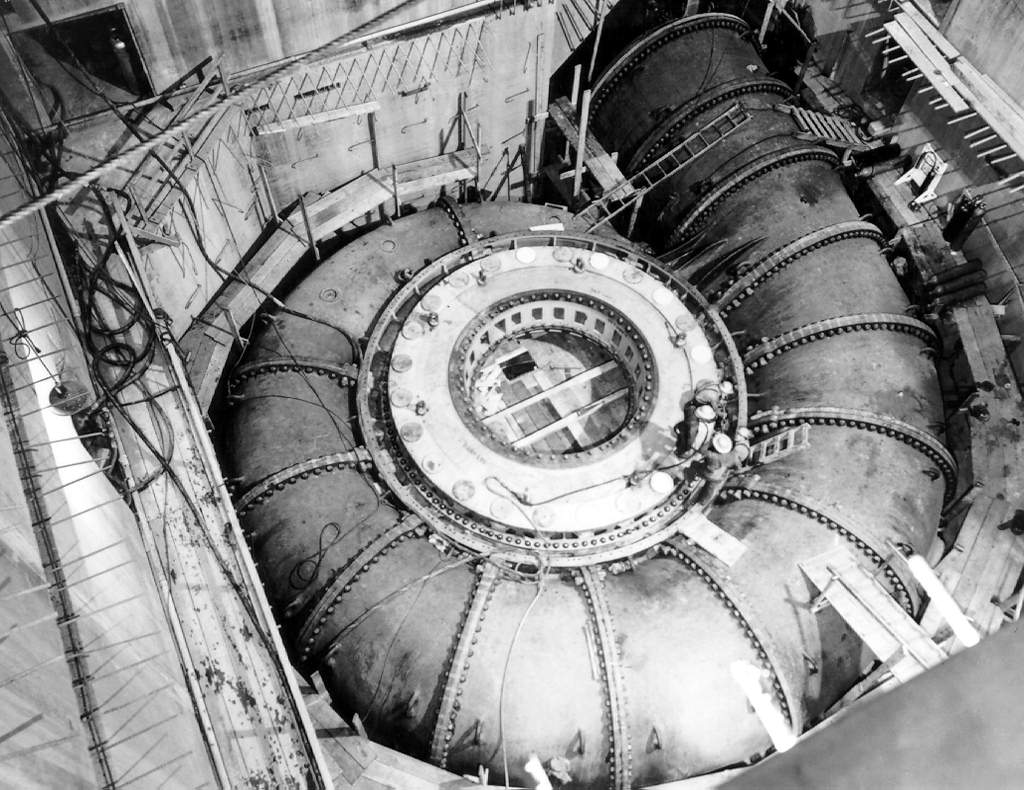
大古力水壩中的法蘭西斯式水輪機的進水口蝸型管

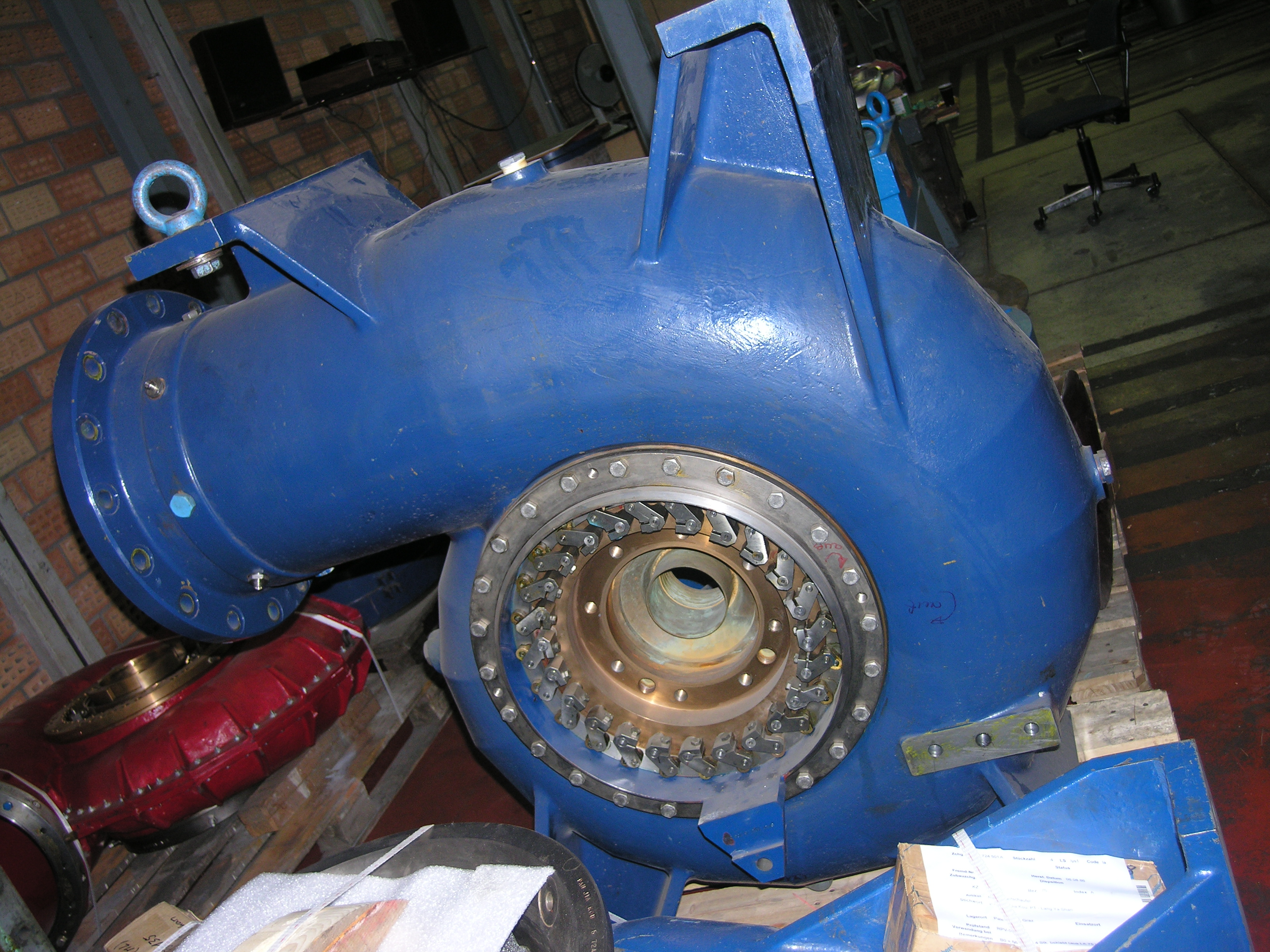
瑞士製造的小法蘭西斯式水輪機

法蘭西斯式水輪機被設計用於各種廣泛的水頭高度與水流流量。由於它的高效率，現今法蘭西斯式已成為世上最廣泛使用的水輪機。法蘭西斯式的機組共包括水頭高度範圍40至600（130至2,000英尺）以及與它之間連結的發電機，其輸出功率從幾千瓦至800 MW。而更大型的法蘭西斯式水輪機其設計上更為個性化，能夠針對其安裝的站點，給定的水量，以及限制的水頭高度發揮其最高效的運轉效率，並且最高能夠發揮到高達90%。
除了用於電力生產之外，法蘭西斯水輪機也可用於抽水蓄能，其中一個儲蓄方式是透過在電力低功率需求期間讓法蘭西斯水輪機驅動發電機來充當大型電氣馬達（類似泵），當電力高峰需求期來到時便反向操作，進而進行抽蓄發電。這些抽水蓄能式水庫等可作為當水庫滿水位時的大型電力儲存來源。然而這僅是臨時儲存大量電力以供後續使用的少數方法之一。

## 資料來源
1. ↑  .   [2015-10-12]. （原始内容存档于2014-09-03）.